# Kangerluarsoruseq
Kangerluarsoruseq (danese Færingehavn, faroese Føroyingahavn) è un piccolo villaggio della Groenlandia di 5 abitanti (gennaio 2005). Si trova 50 km a sud di Nuuk e si affaccia a ovest sul Mare del Labrador, a 63°42'00"N 51°32'60"O; appartiene al comune di Sermersooq.